# Monument aux morts de Saint-Maurin
Le monument aux morts est situé Grande rue, à côté de l'église Saint-Martin, à Saint-Maurin, département de Lot-et-Garonne.

## Historique
Le monument a été sculpté dans la pierre en 1924 par Jean Descamps. 
Ce monument aux morts est inscrit au titre des monuments historiques le 21 octobre 2014,.

## Description
Le monument représente un jeune paysan qui pleure sur les soldats morts au combat et traduit le recueillement de la population.